# Donnie Yen
Donnie Yen, noto anche come Yen Ji-dan (nome cinese: 甄子丹; Zhēn zǐ dānP; Canton, 27 luglio 1963), è un artista marziale e attore cinese.

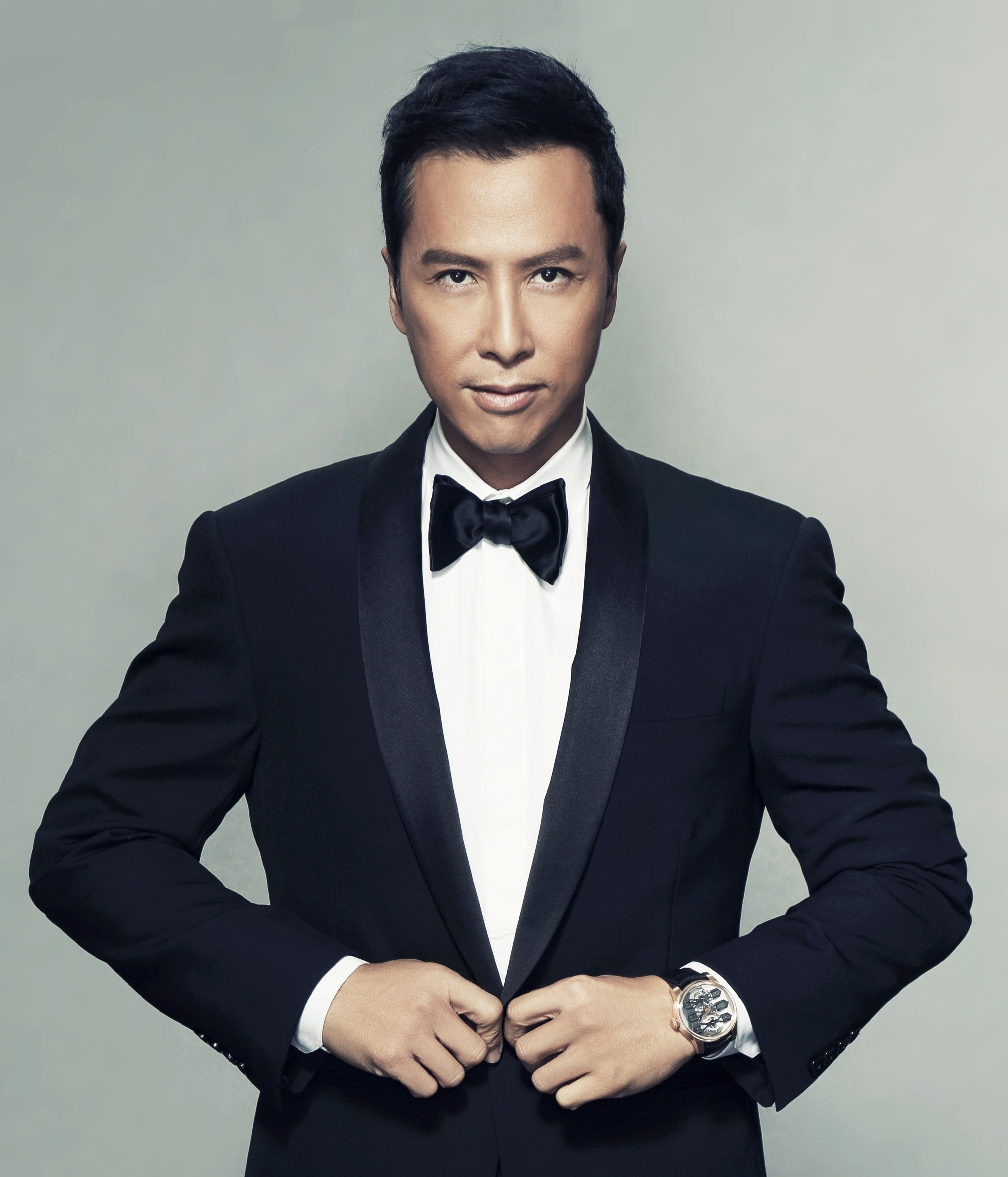
Donnie Yen

Tra i maggiori esponenti del cinema marziale mondiale, è noto principalmente per la sua interpretazione nella serie di film incentrati su Ip Man, dedicati allo stile di kung-fu Wing Chun.

## Biografia
Nasce da due maestri di arti marziali: Klysler Yen e Bow Sim Mark. È proprio la madre, infatti, ad insegnargli il tai-chi chuan sin dall'età di 4 anni durante la loro permanenza ad Hong Kong. All'età di 11 anni, trasferitosi con la famiglia a Boston, Massachusetts (USA), Donnie Yen ha la possibilità di frequentare vari maestri, e studiare così diverse arti marziali: dal Wushu al Taekwondo (giungendo fino alla conquista della cintura nera 6º dan).
Le prime esperienze cinematografiche risalgono al 1984, all'età di 21 anni, quando il regista Yuen Woo-Ping lo ingaggia per Drunken Tai-Chi (Xiao tai ji), dove ha una piccola parte. La parte che gli ha dato più successo è quella del Generale Lan nel film Once Upon a Time in China II (黃飛鴻 II:男兒當自強 o Wong Fei-hung ji yi: Naam yi dong ji keung, 1992): il suo combattimento finale contro Jet Li viene considerato dagli estimatori uno dei migliori del genere, nonostante Li sia per lo più controfigurato. Nel 1997 dirige il suo primo film, Legend of the Wolf (Zhan lang chuan shuo), prodotto dalla propria casa: la "Bullet Films". Un insuccesso.
Donnie Yen riesce ad affacciarsi alla cinematografia americana solamente nel 2000, quando interpreta il ruolo di Jin Ke, uno degli immortali di Highlander: Endgame. Nel 2002 ha una piccola parte in Blade II, dove interpreta uno dei vampiri cacciatori, e l'anno successivo partecipa a 2 cavalieri a Londra (Shanghai Knights) a fianco di Jackie Chan. Sempre nel 2003 ha una piccola parte in Hero (英雄 o Ying xiong), nel ruolo di Cielo, il kolossal cinese di Zhang Yimou, dove torna a scontrarsi con Jet Li.
Nel 2003 ha coreografato i combattimenti per il videogioco Onimusha 3: Demon Siege, e dallo stesso anno è sposato con Cissy Wang Ci Ci. Nel 2008 interpreta la parte del grande maestro di arti marziali Yip Man (divenuto noto in Occidente di riflesso al successo cinematografico del suo studente Bruce Lee) nell'omonimo film diretto dal regista cinese Wilson Yip, liberamente ispirato alla vita di Ip Man. Per poter interpretare la parte ha dovuto studiare duramente Wing Chun, insieme al Gran Maestro Ip Chun, figlio maggiore del vero Yip Man, per oltre un anno. I risultati ottenuti hanno meravigliato lo stesso Ip Chun, che si è detto sorpreso specialmente per la rapidità di apprendimento dimostrata da Yen. Nel 2016 interpreta Chirrut Îmwe, un guerriero cieco devoto allo stile di vita dei Jedi nel film Rogue One: A Star Wars Story, il primo della serie Star Wars Anthology, una collezione di film stand-alone ambientati nell'universo di Guerre stellari, e anche Lupo Silenzioso nel seguito di La tigre e il dragone, chiamato Crouching Tiger, Hidden Dragon: Sword of Destiny.

## Filmografia
- Siu Tai Gik, regia di Woo-Ping Yuen (1984)
- Ching fung dik sau, regia di Woo-Ping Yuen (1985)
- Dak ging to lung, regia di Woo-Ping Yuen (1988)
- Wong Ka Si Sei IV: Sik Gik Sing Yan, regia di Woo-Ping Yuen (1989)
- Sai hak chin, regia di Woo-Ping Yuen (1990)
- The Holy Virgin vs. the Evil Dead (Moh sun gip), regia di Chin-Ku Lu (1991)
- No foh wai lung, regia di Hsia Hsu (1991)
- Once Upon a Time in China II (Wong Fei Hung II: Nam yee tung chi keung), regia di Hark Tsui (1992)
- Sun lung moon hak chan, regia di Raymond Lee (1992)
- Lip pau hang tung, regia di Thomas Yip (1992)
- Xin liu xing hu die jian, regia di Michael Mak (1993)
- Siu nin Wong Fei Hung chi: Tit ma lau, regia di Woo-Ping Yuen (1993)
- So Hak-Yee, regia di Chin-Chung Chan e Woo-Ping Yuen (1993)
- Wing Chun, regia di Woo-Ping Yuen (1994)
- Ma hei siu chi, regia di Wu Ma (1994)
- Ah sau ging gat: Si gou aat sin, regia di Yeung-Wah Kam (1994)
- Dou sing 2: Kai tau dou sing, regia di Jing Wong (1995)
- Jie tou sha shou, regia di Lu Chiang Chao (1996)
- 666: Mo gui fu huo, regia di Wai-Lun Lam (1996)
- Hak Mui Gwai yee git gam lan, regia di Jeffrey Lau e Corey Yuen (1997)
- Chin Long Chuen Suet, regia di Donnie Yen (1997)
- Sat Sat Yan, Tiu Tiu Mo, regia di Donnie Yen (1998)
- Shanghai Affairs, regia di Donnie Yen (1998)
- Hei se cheng shi, regia di Wan-Chang Lin e Tin Hung Yiu (1999)
- Highlander: Endgame, regia di Douglas Aarniokoski (2000)
- Blade II, regia di Guillermo del Toro (2002)
- Hero (Ying xiong), regia di Yimou Zhang (2002)
- 2 cavalieri a Londra (Shanghai Knights), regia di David Dobkin (2003)
- Luen ching go gup, regia di Hing-Ka Chan e Dante Lam (2004)
- Le cronache di Huadu - La spada e la rosa (Chin gei bin 2: Fa tou tai kam), regia di Patrick Leung e Corey Yuen (2004)
- Seven Swords (Qi jian), regia di Tsui Hark (2005)
- SPL: Sha po lang, regia di Wilson Yip (2005)
- Lung fu moon, regia di Wilson Yip (2006)
- Dou fo sin, regia di Wilson Yip (2007)
- L'imperatrice e i guerrieri (Jiang shan mei ren), regia di Siu-Tung Ching (2008)
- Hua pi, regia di Gordon Chan (2008)
- Ip Man (Yip Man), regia di Wilson Yip (2008)
- Ga yau hei si 2009, regia di Vincent Kok (2009)
- Jian guo da ye, regia di Sanping Han e Jianxin Huang (2009)
- Bodyguards and Assassins (Shi yue wei cheng), regia di Teddy Chan (2009)
- 14 Blades, (Jin yi wei), regia di Daniel Lee (2010)
- Ip Man 2 (Yip Man 2), regia di Wilson Yip (2010)
- Jing wu feng yun: Chen Zhen, regia di Wai-Keung Lau (2010)
- Ji keung hei si 2011, regia di Hing-Ka Chan e Janet Chun (2011)
- Guan yun chang, regia di Felix Chong e Alan Mak (2011)
- Dragon (Wu xia), regia di Peter Ho-Sun Chan (2011)
- Baat seng bou hei, regia di Hing-Ka Chan (2012)
- Soi yat hei, regia di Clarence Yiu-leung Fok (2013)
- Special ID (Te shu shen fen), regia di Clarence Yiu-leung Fok (2013)
- Xi you ji zhi da nao tian gong, regia di Soi Cheang (2014)
- Gam gai SSS, regia di Matt Chow (2014)
- Iceman (Bing feng: Chong sheng zhi men), regia di Ho Ying (2014)
- Kung Fu Jungle (Yi ge ren de wu lin), regia di Teddy Chan (2014)
- Fau wa yin, regia di Raymond Bak-Ming Wong e Herman Yau (2015)
- Ip Man 3 (Yip Man 3), regia di Wilson Yip (2015)
- Crouching Tiger, Hidden Dragon: Sword of Destiny, regia di Woo-Ping Yuen (2016)
- The Monkey King: The Legend Begins, regia di Soi Cheang (2016)
- Rogue One: A Star Wars Story (Rogue One), regia di Gareth Edwards (2016)
- xXx - Il ritorno di Xander Cage (xXx: Return of Xander Cage), regia di D. J. Caruso (2017)
- Chui lung, regia di Jason Kwan e Jing Wong (2017)
- Gong shou dao, regia di Zhang Wen (2017) - cortometraggio
- Taai si hing, regia di Ka-Wai Kam (2018)
- Iceman - I cancelli del tempo (Bīng fēng xiá: Shíkōng dàzhàn), regia di Ho Ying (2018)
- Ip Man 4 (Yip Man 4), regia di Wilson Yip (2019)[1]
- Mulan, regia di Niki Caro (2020)
- Fei lung gwoh gong, regia di Kenji Tanigaki e Jing Wong (2020)
- Raging Fire - Fuoco incrociato (Nou fo), regia di Benny Chan (2021)
- John Wick 4 (John Wick: Chapter 4), regia di Chad Stahelski (2023)
- Sakra (Tin lung baat bou), regia di Donnie Yen e Steve Cheng (2023)

## Doppiatori italiani
Nelle versioni in italiano delle opere in cui ha recitato, Donnie Yen è stato doppiato da:
- Vittorio Guerrieri in Ip Man, Bodyguards and Assassins, Ip Man 2, Kung Fu Jungle, Ip Man 3, Ip Man 4 - The Finale, Raging Fire - Fuoco incrociato, John Wick 4
- Pino Insegno in Seven Swords, Crouching Tiger, Hidden Dragon: Sword of Destiny
- Sandro Acerbo in Hero, Mulan
- Oliviero Cappellini in Iceman, Iceman - I cancelli del tempo
- Vittorio Stagni in Highlander: Endgame
- Pasquale Anselmo in 2 cavalieri a Londra
- Valerio Sacco ne Le cronache di Huadu: La spada e la rosa
- Emanuele Ruzza in Dragon
- Luca Ghignone in Special ID
- Enrico Pallini in Rogue One: A Star Wars Story
- Luigi Ferraro in xXx - Il ritorno di Xander Cage